# Tällnäs
Tällnäs (estniska: Telise) är en by i Nuckö kommun i Läänemaa i västra Estland, 80 km sydväst om huvudstaden Tallinn. Den hade 4 invånare år 2011.
Tällnäs ligger på Estlands västkust mot Östersjön. Byn ligger på halvön Nuckö och strax norr om den ligger halvöns nordvästra udde, Tällnäs udde. Öster om Tällnäs ligger byn Gutanäs och söderut ligger byn Pasklep. Närmaste större samhälle är residensstaden i Lääne län, Hapsal, som ligger 16 km söderut.
Tällnäs ligger i det område som traditionellt har varit bebott av estlandssvenskar och även det svenska namnet på byn är officiellt.